# Eichmann und das 3. Reich
Eichmann und das 3. Reich ist ein deutsch-schweizerischer Dokumentarfilm aus dem Jahr 1961 von Erwin Leiser. In dessen Mittelpunkt steht der Organisator des Holocaust während des Zweiten Weltkriegs, Adolf Eichmann.

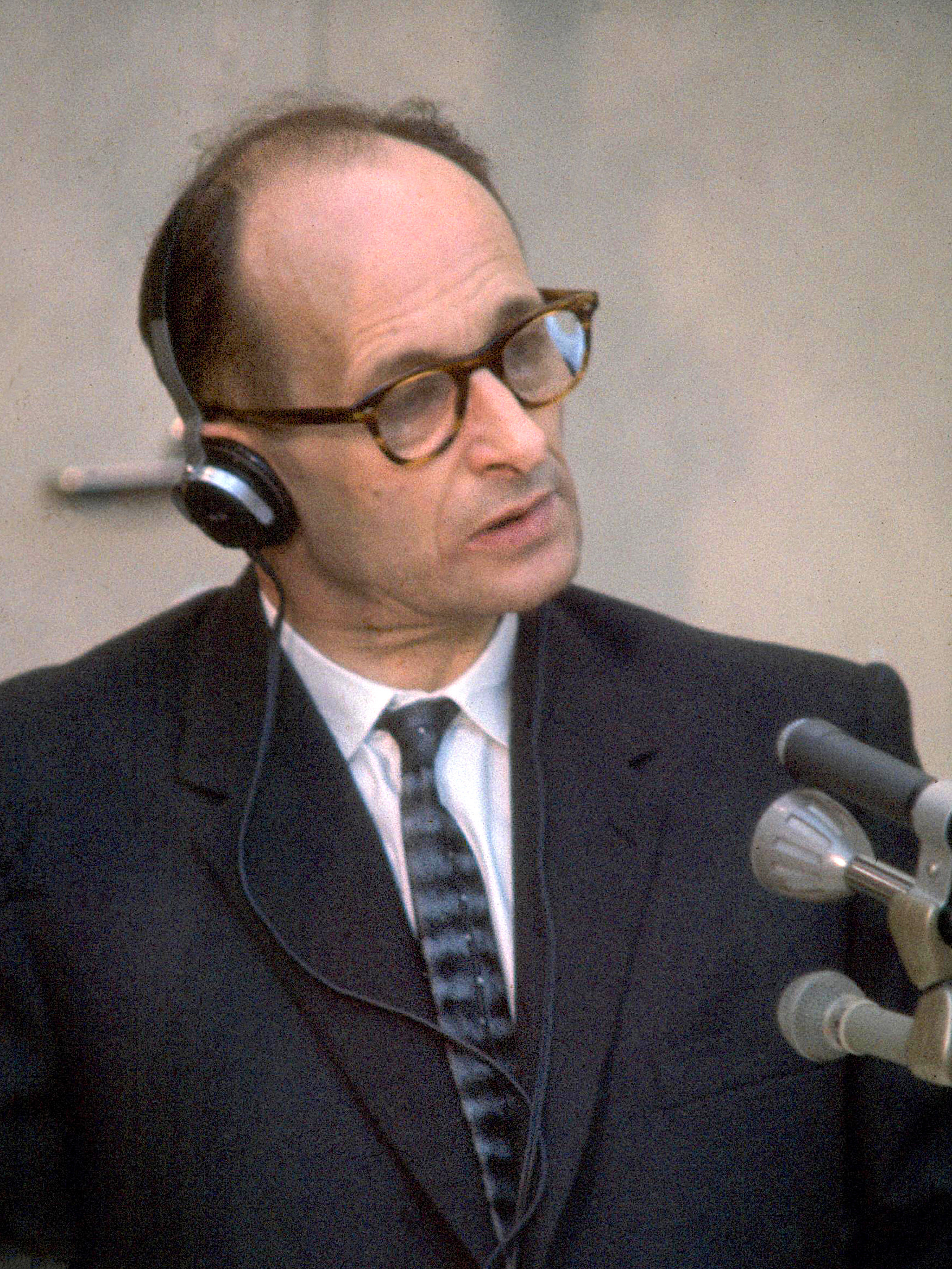
Adolf Eichmann während seines Prozesses in Jerusalem (1961)

## Handlung
Infolge des großen Kritikererfolgs des 1959 Dokumentarfilms „Den blodiga tiden / Mein Kampf“, mit dem Leiser eine dokumentarfilmische Übersicht über die nationalsozialistische Diktatur in Deutschland gegeben hatte, versuchte sich der 1938 aus Deutschland nach Schweden geflohene Filmemacher an der Entschlüsselung der zentralen Figur hinsichtlich der Umsetzung der so genannten „Endlösung der Judenfrage“, Adolf Eichmann. Nicht nur thematisch, sondern auch stilistisch ist Leisers Eichmann-Film eine Fortentwicklung von „Mein Kampf“, mit dem er versucht, den Kinogänger über die Tragweite der von den Nationalsozialisten an den europäischen Juden bis 1945 begangenen Verbrechen und die Hintergründe des Eichmann-Prozesses, der zu dieser Zeit in Jerusalem stattfand, zu informieren. Dazu kompilierte Leiser teils bereits bekanntes, teils unbekanntes Filmmaterial zu einer in sich schlüssigen Einheit.
Darüber hinaus steht ein speziell für diesen Film geführtes Interview mit dem Frankfurter Generalstaatsanwaltes Fritz Bauer, der eine zentrale Rolle bei der Ergreifung Eichmanns 1960 gespielt hatte, im Fokus. Weitere im Film zu sehende und hörende Interviews wurden mit in Israel lebenden einstigen Widerstandskämpfern des Warschauer Ghettoaufstandes (April 1943) und mit Jakob Virnik, einem der wenigen Überlebenden des Vernichtungslagers Treblinka, geführt. Virnik demonstriert anhand eines von ihm hergestellten Holzmodells Aufbau und Struktur dieses im Osten Polen gelegenen Lagers. Weiters fügte Leiser zum damaligen Zeitpunkt hochaktuelle Aufnahmen aus der Gerichtsverhandlung gegen Eichmann hinzu. Eine besonders starke Wirkung erzielen bewusst stumm gehaltene Aufnahmen von Deportationen jüdischer Menschen in die Konzentrations- bzw. Vernichtungslager.

## Produktionsnotizen und Wissenswertes
Der am 26. Mai 1961 in Deutschland gestartete Film Eichmann und das 3. Reich war ein Projekt, das der jüdische, schwedisch-deutsche Filmemacher Leiser mit den beiden mächtigsten Filmproduzenten der Schweiz und Deutschlands, Lazar Wechsler und Artur Brauner, beide gleichfalls jüdischer Konfession, 1960/61 auf die Beine stellte. Aktueller Anlass war die Ergreifung Eichmanns durch israelische Mossad-Agenten in Argentinien im Mai 1960. Zum Zeitpunkt der Uraufführung hatte der Prozess gegen den ehemaligen SS-Obersturmbannführer (11. April bis 15. Dezember 1961) gerade erst begonnen. Unmittelbar vor Beginn der Kompilation historischen Filmmaterials und der Nachstellung einiger Szenen durch den Schweizer Starkameramann Emil Berna hatte Leiser einen großen Erfolg mit seiner filmdokumentarischen Abhandlung über den Nationalsozialismus in Deutschland, Mein Kampf, feiern können.
Der Film feierte seine Welturaufführung in der co-produzierenden Schweiz am 25. Mai 1961 und war in Österreich ab dem 2. Juni 1961 zu sehen.

## Rezeption
„Der schwedische Journalist Erwin Leiser läßt seiner allgemeinen Dokumentation über das NS-Regime (‚Mein Kampf‘) diese spezifische über die Juden-Massaker folgen. Einer Analyse des Antisemitismus und seiner Wurzeln enthält er sich. Ebensowenig versucht er, eine Deutung des ‚Phänomens Eichmann‘ zu geben; undurchsichtig bleibt die Gestalt des Mannes im Glaskasten, die Erwin Leiser immer wieder dem Panorama des Grauens konfrontiert. Die Filmdokumente freilich – sie reichen von Aufnahmen randalierender SA bis zu KZ- und Getto-Bildern – bewahren ihre provozierende Kraft. Der Film mündet in einen Appell des humanitären Pädagogen Leiser, die ‚Flammen der Erinnerung zu Feuern der Hoffnung‘ werden zu lassen.“

„Diesmal konzentrierte sich Leiser auf die Auseinandersetzung mit der nationalsozialistischen Judenpolitik, primär Judenvernichtung, dem zentralen Moment der NS-Ideologie vor und vor allem während des 2. Weltkriegs. Leiser gelang es mit dem Porträt eines fanatischen, rücksichts- und skrupellosen Schreibtischtäters das ‘Prinzip Eichmann’ und das des generalstabsmäßig und industriell exekutierten Judenmordes zu durchleuchten. Außerdem flocht er in diesen Film eine Reihe von hochaktuellen Aufnahmen vom laufenden Prozeß gegen Adolf Eichmann in Israel ein.“

Paimann’s Filmlisten befand: „Die Machtentfaltung des totalitären, nationalsozialistischen Regimes und ‚Wirken‘ eines seiner Exponenten: Adolf Eichmann, Leiter des Judenreferates im Reichssicherheitshauptamt, Verantwortlichem für Massenverschickungen, Erschießungen, industriellen Massenmord … Dies wird streng authentisch durch, nicht den üblichen Wochenschau-Stil aufweisende, Archivaufnahmen und partei-interne Instruktionsfilme, die Neues neben Bekanntem bringen, mit sachlichem Kommentar und ursprünglich geschicktem, wenn auch durch nachträgliche Kürzungen beeinträchtigten Schnitt … für an Dokumentarfilme Interessierte sehr aufrüttelnd vorgeführt“.

„Dokumentarfilm, der einen zusammenfassenden Überblick über die Tätigkeit von Adolf Eichmann bei der Vernichtung der europäischen Juden gibt. Gleichzeitig durchleuchtet er die nationalsozialistische Ideologie und ihre Auswirkungen auf Handlanger des Todes wie Eichman.“

„Ermutigt durch den Erfolg seines Montagekino-Meilensteins DEN BLODIGA TIDEN / MEIN KAMPF (1960), wagte sich Erwin Leiser mit EICHMANN UND DAS DRITTE REICH an ein Zeit-Stück: Einen Film, der aktuelle Ereignisse historisch kontextualisierte und Stellung bezog zu einem politischen Vorgang von historischer Tragweite – dem Prozess gegen Adolf Eichmann. Das Kino, man spürt es hier bis heute, war damals (noch) ein Ort, wo Gegenwart entwickelt, Geschichte gemacht wurde. Brauner war an dem Film allein minoritär beteiligt, weshalb er nur selten im Kontext seines Schaffens gewürdigt wird – wobei er politisch ähnlich bedeutend ist wie MORITURI oder SIE SIND FREI, DR. KORCZAK.“